# Sort (Windows)
Pour les articles homonymes, voir Sort.
sort est une commande MS-DOS permettant de trier une entrée, elle retourne donc ce qu'on lui donne, trié selon les paramètres qui lui ont été donnés.

## Paramètres
La commande prend certains paramètres pour l'informer comment trier l'information que l'on lui fournit :
| Commande                             | Signification |
| ------------------------------------ | --- |
| /r                                   | Inverse l'ordre de tri (autrement dit, les tris de z à a et de 9 à 0). |
| / + <N>                              | Spécifie le numéro de position du caractère où sort commence chaque comparaison. N peut être un entier valide. |
| /m <Kilobytes>                       | Spécifie la quantité de mémoire principale à utiliser pour le tri, en kilo-octets (Ko). |
| /l <Locale>                          | Remplace l'ordre de tri des caractères qui sont définis par les paramètres régionaux par défaut du système (autrement dit, la langue et le pays sélectionnés lors de l'installation).                                                              |
| /Rec <Characters>                    | Spécifie le nombre maximal de caractères dans un enregistrement ou une ligne du fichier d'entrée (la valeur par défaut est 4 096 et la valeur maximale est 65 535)                                                                                 |
| [<Drive1>:][<Path1>] <FileName1>     | Spécifie le fichier à trier. Si aucun nom de fichier n'est spécifié, l'entrée standard est triée. Spécifier le fichier d'entrée est plus rapide que de rediriger le même fichier en tant qu'entrée standard.                                       |
| /t [<Drive2>:] [<Path2>]             | Spécifie le chemin d'accès du répertoire pour contenir le tri de la commande si le volume de données n'entre pas dans la mémoire principale. Par défaut, le répertoire temporaire du système est utilisé.                                          |
| /o [<Drive3>:] [<Path3>] <FileName3> | Spécifie le fichier dans lequel l'entrée triée doit être stockée. Le cas contraire, les données sont écrites dans la sortie standard. Spécifier le fichier de sortie est plus rapide que la redirection de la sortie standard vers le même fichier |
| /?                                   | Affiche l'aide à l'invite de commande. |

## Sources & Références
1. ↑  « Tri », sur technet.microsoft.com (consulté le 31 janvier 2018)